# Faro di Kızılada
Il Faro di Kızılada (in turco Kızılada Feneri) è un faro storico ancora in uso, situato sull'isola di Kızılada nel Golfo di Fethiye, nella Turchia sud-occidentale.

## Storia e descrizione
Il faro in muratura fu costruito nel 1910 dai francesi sulla punta meridionale dell'isola. La torre del faro, alta 13 m e dotata di un ballatoio intorno alla sala delle lanterne, ha la forma di un cilindro ed è dipinta di bianco. Ad essa è annessa una casa del custode a un piano. A un'altezza focale di 32 m, emette un lampo bianco ogni 5 secondi ed è visibile a una distanza di 15 miglia marine (28 km). È inoltre equipaggiato con un dispositivo a forma di razzo. Gestito e mantenuto dall'Autorità per la Sicurezza Costiera (in turco Kıyı Emniyeti Genel Müdürlüğü) del Ministero dei Trasporti e delle Comunicazioni, è classificato in Turchia con il codice "TUR-037" e registrato a livello internazionale con il codice E5841. Il faro è stato ristrutturato nel 2007 ed è alimentato da una turbina eolica. Di notte è illuminato.
Nel 2007 il faro è stato aperto al turismo grazie a un contratto di locazione di 49 anni con la Kizilada Tourism Corporation.
 Nel 2007 è stato aperto un ristorante di pesce accanto al faro, e l'anno successivo è stato aggiunto un ostello con nove camere.
Nel 2008 è stata coniata una moneta d'argento da 31,47 grammi con il profilo del faro.